# Max Kröckel
Max Kröckel född 13 februari 1901 i Neuhaus am Rennweg, död 1 februari 1986 i Neuhaus am Rennweg var en tysk vinteridrottare. Han var med i de Olympiska vinterspelen 1928 i nordisk kombination där han kom på 14:e plats.